# Interstellar Boundary Explorer
Interstellar Boundary Explorer (în română Explorator al frontierei interstelare), mai cunoscut sub acronimul său IBEX, este un mic satelit științific al NASA însărcinat cu cartografierea heliopauzei adică a frontierei care separă heliosferei (regiune a spațiului aflată sub influența Soarelui) de mediul interstelar. Satelitul face parte din programul Explorer al agenției spațiale americane.

## Caracteristici
Satelitul care are 107 kg a dus cu el două instrumente care permit să se măsoare energia (14 niveluri sunt distinse) și originea atomilor neutri de hidrogen și de oxigen. Satelitul lansat la 19 octombrie 2008 de un lansator aeropurtat Pegasus XL circulă pe o orbită înaltă în jurul Pământului. Durata nominală a misiunii este de doi ani, însă IBEX era încă operațional în 2019.